# Viktorium
Viktorium putoranicum és una espècie d'aranya araneomorfa de la subfamília dels erigonins, dins de la família Linyphiidae. És l'únic membre del gènere monotípic Viktorium.
Només es poden trobar a Rússia.
Fou descrit per primera vegada per K. Y. Eskov l'any 1988,